# 泉さんは未亡人ですし…
『泉さんは未亡人ですし…』（いずみさんはみぼうじんですし）は、板倉梓による日本の漫画。『まんがライフSTORIA』（竹書房）にて、Vol.28からVol.36まで連載。

## あらすじ
舞台は昭和のはじめ東京。手違いをきっかけに、未亡人の泉さんの下宿所に大学生の本間肇が下宿する。不安で眠れない泉さんは、亡き夫と声がそっくりな本間と添い寝をすることになる。

## 登場人物
泉 透子（いずみとうこ）
本作の主人公。未亡人。22歳。看護婦として働く傍ら、空いた部屋で下宿を営む。
本間 肇（ほんまはじめ）
泉さんの家に下宿する大学生

## 書誌情報
- 板倉梓 『泉さんは未亡人ですし…』 竹書房〈バンブー・コミックス〉、全1巻
  1. 2019年7月30日発売、ISBN 978-4-8019-6695-6